# Vuurtorenwijk
De Vuurtorenwijk is een wijk en stadsdeel van de Belgische stad Oostende. Deze wijk wordt in de volksmond soms ook Opex genoemd, naar de naam van de maatschappij Ostende Phare et Extension, die instond voor de ontwikkeling ervan.
De Oosteroever is een deel van deze stadswijk, waar vooral maritieme economische bedrijvigheid heerste.

## Geografie en landschap
De Vuurtorenwijk wordt door de noord-zuid-as, gevormd door de Dr. Eduard Moreauxlaan (die deel uitmaakt van de N34 - ook Kustbaan of Koninklijke Baan genoemd), gescheiden in een westelijk gedeelte (ook Oosteroever genoemd) en een oostelijk gedeelte. Het westelijk gedeelte wordt begrensd door de havengeul van Oostende en herbergt vooral dokken en terreinen voor zeegebonden bedrijven. De duinen vormen een stuk beschermd en waardevol landschap van dit westelijk gedeelte en zijn er tevens de noordgrens van. Het oostelijk gedeelte is het voornaamste woongedeelte van de Vuurtorenwijk en wordt begrensd door een uniek wateroppervlak: de Spuikom. De Vuurtorenwijk wordt geheel afgescheiden van de rest van de stad Oostende door de havengeul en is vanuit de stad slechts bereikbaar via twee wegen: via de weg en de flessenhals gevormd door het kruispunt van de R31 (gedeelte Ringlaan), de N9 en de N34 in het zuiden, en via het water met de Overzet die de verbinding vormt tussen de Montgomerydok en het Maritiem plein (niet in het laagseizoen).

## Historiek
Historisch gezien is er voor de eeuwwisseling in 1600 nauwelijks sprake van een oosteroever. Een doorsteek door de duinen - "geule" genoemd - dateert immers pas uit die periode (1584). Enige activiteit van betekenis is trouwens eerst een oorlogsactiviteit gedurende het Beleg van Oostende (1601 - 1604), waarbij de oosteroever als uitvalsbasis werd gebruikt door de belegeraars om te proberen de bevoorrading van de belegerde stad te verhinderen.
De ontstane schorre (Lissemores genoemd) wordt pas later door de gemeente Bredene - waartoe het gebied behoorde - gedeeltelijk ingedijkt (17e eeuw). Meer dan een klein boerengehucht was het niet. Napoleon was echter de eerste die in 1800 het belang van het gebied inzag en richtte er - naast een barakkenkamp - ook een heus fort in (dat nooit haar werkelijke taak heeft opgenomen).
De aanleg van de Leopoldsluis met spuikom (vanaf 1853) betekende echter het werkelijke begin van de wijk en van haar belangrijkste monument: de vuurtoren (1860). Vuurtorens waren er in Oostende al geweest, maar telkens aan de westelijke zijde van de havengeul. Het huidige exemplaar ("Lange Nelle" in de volksmond) dateert van 1947. Op het einde van de 19e eeuw wordt de Vuurtorenwijk overgeheveld naar de stad Oostende en begon pas werkelijk haar expansie, weliswaar telkens tijdens de wereldoorlogen afgeremd. De kustbatterijen van de Duitse bezetter worden tijdens de twee wereldoorlogen zwaar op de korrel genomen vanuit zee en vanuit de lucht, met veel schade en verlies aan mensenlevens.
Tijdens het interbellum (1934) zag de nieuwe vissershaven op de oosteroever het levenslicht. Na de Tweede Wereldoorlog ging de expansie van de Vuurtorenwijk verder, om echter op het einde van de 20e eeuw zware tegenslagen te kennen. Twee grote werkgevers zijn op korte tijd verdwenen uit de Vuurtorenwijk: de logistieke groepering van de marine (vanaf de jaren 1990 systematisch naar Zeebrugge verhuisd) en de staatsrederij "Regie voor Maritiem Transport" (ter ziele gegaan op 19 september 1996).
De nieuwe activiteiten (Earth Explorer en C-Power) die daarvoor in de plaats zijn gekomen kwamen echter niet meer in eerste plaats de wijkbewoner ten goede.

## Economie
De strategische ligging van de oostelijke oever van de haven heeft aanleiding gegeven tot twee grote werkgevers: de staat en de private bedrijven. De historische evolutie doet - zeker sinds het einde van de Tweede Wereldoorlog - de balans overhellen van toentertijd grotendeels staats- naar nu grotendeels private bedrijven.
Visserijgebonden economie is nog steeds nadrukkelijk aanwezig op de Oosteroever, maar wordt steeds meer overschaduwd door containertrafiek en ander goederenvervoer. Recent is er zelfs een toename van maritiemgebonden overheidsorganisaties, terwijl scheepvaartgebonden activiteiten (scheepswerven en toeleveringsbedrijven) een op- een neergaande beweging kenden. Een recente evolutie in het havengebeuren van de stad Oostende - met grote impact op de Oosteroever - is het oprichten van een autonoom havenbedrijf (AGHO). Anno 2013 is de focus van de duurzame economische activiteit verschoven naar de offshore windmolenparken. De beleidsmakers mikken op een permanente activiteit van nieuwbouw en onderhoud van deze installatie voor minimum mankracht van 900 personeelsleden.
In het residentiële gedeelte van de Vuurtorenwijk is enkel lokale economische activiteit te bespeuren.

## Cultuur en sport
Oostende is ooit begonnen als vissershaven en is dat tot op heden gebleven, maar de impact van de visserij op het totale economische gebeuren wordt ieder jaar kleiner. Daar waar historisch gezien het vissersbedrijf zich eerst op de westelijke oever van de havengeul ontwikkelde - quasi in de stadskern dus - is dit na het einde van de 19e eeuw door de ontwikkelingsactiviteiten van de maatschappij OPEX duidelijk verschoven naar het oostelijk gedeelte van de haven en dus naar de Vuurtorenwijk. Veel vissers en hun families hebben zich dan ook daar gevestigd.
Naast de visserij zijn chronologisch ook de koopvaardij - met het hoogtepunt in de glorietijden van de Oostendse Compagnie (begin 18e eeuw) -, de oorlogsvloten (eerst de kaapvaart en later reguliere militaire schepen), de pakketboot-verbinding over het Kanaal met Engeland vanaf de 19e eeuw en ten slotte in de 20e eeuw de pleziervaart rijke bronnen van maritieme cultuur geweest. Deze maritieme evolutie is echter tanende. De visserij is in heel Europa in neergang en moderne zeegebonden bedrijvigheid is in het algemeen immers minder arbeidsintensief en meer kapitaalintensief geworden. Toch vindt men in het culturele leven van de Vuurtorenwijk nog sporen van maritieme tradities in de vorm van verenigingen.
Sport staat in de Vuurtorenwijk gelijk met de activiteiten op en rond het wateroppervlak van de spuikom (hengelen, zeilen en surfen). De recente sporthal is trouwens pal naast de spuikom gelegen. Jaarlijks organiseert de Werkgroep Vuurtoren er in de maand juni de "Vuurtorenloop", in het kader van het Oostends loopcriterium. Een ronde rond de spuikom staat voor 3.870 m loopplezier.

## Toekomstige ontwikkeling
De toekomstige havenactiviteiten worden geconcentreerd rond een succesvolle en groeiende offshore windindustrie in de brede zin van het woord. Deze offshore industrie op de Oosteroever is ondertussen uitgegroeid tot een wereldwijd kennis- en expertisecentrum voor windtechnologie. Ook de bouw van een nieuwe vismijn vormt een belangrijke katalysator voor de lokale visindustrie.
De werkzaamheden voor de verbreding en het rechttrekken van de havengeul om meer trafiek toe te laten zijn anno 2019 herbegonnen. De beide strekdammen werden in 2013 reeds vervolledigd. De oude radartoren werd in september 2019 afgebroken voor de verdere verbreding van de havengeul. De nieuwe radartoren op de kop van de oostelijke strekdam is in gebruik.
Naast een nieuwe havenoriëntatie, grotendeels gebaseerd op groene technologie, is er ook een uitgebreide reconversie van de site voorzien met een transformatie tot een nieuwe residentiële woonwijk. De renovatie van het oude militair hospitaal tot woonzone is reeds afgerond. Anno 2014 is Versluys Groep begonnen met de bouw van het eerste residentieel project, genoemd 'Baelskaai 12'. Dit beeldbepalende torengebouw heeft in 2019 de 'Ostend Award, Nieuwbouw van het Jaar' gewonnen. Een tweede fase, residentie Victoria, gelegen op de hoek van de Fortstraat en de Victorialaan is ook volledig opgeleverd. Ook op de Hendrik Baelskaai werd ondertussen het project 'Baelskaai 8' opgeleverd en ter hoogte van de Victorialaan werd het project 'Oostkaai 11' opgeleverd. Anno 2020 zijn de ruwbouwwerken bezig voor de eerste 'Ensor Tower' gelegen in het Ensor Park. Voor het prestigieuze 'One Baelskaai' project gelegen vooraan de Hendrik Baelskaai ter hoogte van het Vuurtorendok zijn de ruwbouwwerken beëindigd. Versluys Groep, die het gros van de ontwikkeling op de Oosteroever site in Oostende realiseert, heeft onlangs ook de tweede 'Ensor Tower' gelanceerd en het 'Dock 5' project gelegen aan de Victorialaan ter hoogte van het Vuurtorendok. Naast de residentiële ontwikkeling komt ook commerciële ontwikkeling van de site in stroomversnelling. Het Italiaanse restaurant 'Marina' en de restaurant 'Storm' zijn reeds aanwezig op de Hendrik Baelskaai.